# Security (film 2021)
Security è un film italiano del 2021 diretto da Peter Chelsom e tratto dall'omonimo romanzo di Stephen Amidon.

## Trama
A Forte dei Marmi, piccola e tranquilla cittadina, tutti si conoscono. La notizia del tentato stupro alla giovane Maria Spezi porta a galla segreti e paure inaspettate, sconvolgendo la vita dei suoi cittadini e cambiandola per sempre.
Nonostante la confessione di suo padre Walter, uno sbandato con diversi precedenti, la ragazza fornisce un'altra versione dichiarando di aver subito l'aggressione da parte di un ragazzo di cui non ricorda nulla nella villa di Curzio Pilati, ricco imprenditore che sta appoggiando la candidatura a sindaco di Claudia Raffaelli, moglie dell'agente di sicurezza privata Roberto Santini. Il colonnello Mori inizialmente bolla il caso come una normale lite familiare, ma Santini la pensa diversamente e inizia ad indagare per conto suo grazie al sistema di videosorveglianza presente in città, e sospetta che possa essere coinvolto anche Dario, il figlio della sua amante Elena.
Mori interroga nuovamente Maria e il professor Tommasi, ghostwriter del libro di Pilati e che ha una relazione segreta con la figlia di Santini. Quest'ultimo afferma di essere andato via prima del fattaccio e anche lo stesso imprenditore dice a Claudia di non saperne nulla scaricando la colpa su Dario, custode della sua villa. Santini prova a mettere all'angolo Tommasi ma se ne va dopo essere stato colpito in testa con un oggetto.
Durante l'interrogatorio Dario racconta di aver avuto dei rapporti sessuali con diverse ragazze in casa di Pilati, il quale lo pagava solo per guardare; la sera del fatto però Maria era troppo ubriaca, lui non se la sentiva di forzarla e Pilati ha dato di matto aggredendola dopo che si era addormentata. L'imprenditore nega tutto e, parlando con il padre di Maria, dà la colpa a Dario prima di partire. Walter cerca così di aggredire il ragazzo ma Santini lo blocca; all'arrivo dei Carabinieri estrae un coltello e viene ucciso.
Santini trova le registrazioni delle telecamere interne della villa di Pilati e capisce che l'uomo ha fatto addormentare Maria per poi aggredirla. Infine l'agente manda in tilt il sistema di videosorveglianza della città rendendo pubblici i filmati di quella sera.

## Produzione
Le riprese del film si sono svolte per sei settimane a Forte dei Marmi. Le scene sono state girate principalmente nella zona di Roma Imperiale ed in centro. Una scena del film è dedicata a piazza Garibaldi dove i protagonisti tagliano il nastro uscendo dal Fortino, monumento simbolo della città. La location scelta per la stazione dei Carabinieri è l'edificio che si trova nel parco della Versiliana a Marina di Pietrasanta. Anche in altre scene del film si scorgono alcune frazioni di Pietrasanta tra cui Capriglia. All'interno del film compaiono personaggi versiliesi noti in tv, tra questi Stefano Martinelli, atleta totale del programma Avanti un altro! di Paolo Bonolis, e Caterina Ferri, cantante e attrice.

## Distribuzione
La pellicola è stata distribuita dal 7 giugno 2021 su Sky Italia e Now.